# Niobocendichlorid
Niobocendichlorid oder nach IUPAC-Nomenklatur Dichlorobis(η5-cyclopentadienyl)niob(IV), ist eine metallorganische Verbindung  aus der Familie der Metallocene. Wie die entsprechende Vanadium-Verbindung ist auch Niobocendichlorid ein 17-Elektronen-Komplex und aufgrund seines ungepaarten Elektrons paramagnetisch. Im Molekül sind die zwei Cyclopentadienyl- und die beiden Chlorid-Liganden verzerrt tetraedrisch um das zentrale Niobatom angeordnet. Der dunkelbraune Feststoff ist die Ausgangsverbindung für die Synthese anderer Organoniob-Verbindungen.

## Gewinnung und Darstellung
Über Niobocenedichlorid wurde zuerst von Geoffrey Wilkinson berichtet. Es kann z. B. in einer Mehrstufenreaktion ausgehend von Niobpentachlorid und  Cyclopentadienylnatrium synthetisiert werden:
{\displaystyle \mathrm {NbCl_{5}+\ 6\ Na(C_{5}H_{5})\ {\xrightarrow[{}]{}}\ Nb(C_{5}H_{5})_{4}+\ 5\ NaCl+\ organischeProdukte} }
{\displaystyle \mathrm {Nb(C_{5}H_{5})_{4}+\ 2\ HCl+0.5\ O_{2}\ {\xrightarrow[{}]{}}\ [((C_{5}H_{5})_{2}NbCl)_{2}O]Cl_{2}+\ 2\ C_{5}H_{6}} }
{\displaystyle \mathrm {[((C_{5}H_{5})_{2}NbCl)_{2}O]Cl_{2}+\ 2\ HCl+SnCl_{2}\ {\xrightarrow[{}]{}}\ (C_{5}H_{5})_{2}NbCl_{2}+\ SnCl_{4}+\ H_{2}O} }

## Eigenschaften
Im Gegensatz zu den Metallocenen sind im Niobocendichlorid die Cyclopentadienylringe nicht koplanar angeordnet, sondern zueinander abgewinkelt. Der durchschnittliche Cp-M-Cp Winkel beträgt in Metallocendichloriden üblicherweise 130.3°. Der Cl-Nb-Cl Winkel beträgt 85.6°, was geringer ist, als der Winkel in Zirconocendichlorid (97,1°), aber größer als der in Molybdocendichlorid (82°).  Dieser Trend lässt sich mit der Orientierung des HOMOs in dieser Verbindungsklasse erklären.

## Verwendung
Im Gegensatz zu den entsprechenden Zirconocen-Derivaten und dem Titanocendichlorid wurde bisher keine technische Anwendung für Niobocendichlorid gefunden, obwohl es Gegenstand zahlreicher Studien war. So wurde es z. B. als potentielles Krebsmittel untersucht.